# Centromachetes pococki
Il Centromachetes pococki (Kraepelin, 1894) è uno scorpione della famiglia dei Bothriuridae.

## Morfologia
Questi scorpioni hanno il cefalotorace stretto. A differenza di altre famiglie, le tibie non hanno speroni.

## Biologia
Il corteggiamento può essere molto lungo e comportare anche qualche puntura. Come in tutti gli scorpioni, le uova schiudono nel corpo materno. I giovani vengono partoriti e si arrampicano sul dorso della madre. Preda ortotteri e si nutre anche di bruchi.

## Distribuzione e habitat
È diffuso in Sudamerica (Cile).
Predilige le regioni secche e umide, e vive in cavità scavate sotto sassi e macigni.